# Nagy András (táblabíró)
Péli Nagy András (Bajka, 1752. – Bajka, 1830. szeptember 18.) földbirtokos, több megye táblabírája, a barsi református egyháznak majd félszázadig volt egyházkerületi világi főgondnoka.

## Élete
Nagy András és Tornallyay Krisztina fia. 1790-től haláláig volt a barsi egyházmegye gondnoka, az 1791. évi budai zsinatnak is tagja volt. Elhunyt 1830-ban, 79 éves korában.

## Munkái
- A tisztelet oltárjának apologiája, mellyet egy anonymusnak vádjaira feleletül készített és világ eleibe bocsátott. Pozsony, 1815 (Deáky Gedeon, Tisztelet oltárja… cz. munkájának 2. bőv. kiadásához toldalék)
- Az úri szent vacsora kiszolgáltatása alkalmatosságával a reformátusoknál mondani szokott agendában foglalt kérdések módja. Pest, 1819
- Némely észrevételek, tiszt. Márton István urnak, keresztyén moralis catechismusa előljáró beszédje s néhány állításai eránt. Pest, 1820
- Egy szó a vallási egyesülést óhajtókhoz. Esztergom, 1824 (ism. Hazai s Külf. Tudósítások 1824. II. 44. sz.)
- Felelet egy anonymusnak azon írására, mellyel prof. Márton István urnak a természet törvényeinek méltóságot tulajdonító állításait és észrevételek ellen védelmezni kivánta. Pest, 1821